# 井手順二
井手 順二（いで じゅんじ、1939年〈昭和14年〉8月16日 - ）は、日本の政治家。愛媛県北条市長を2期務め、平成の大合併により2005年（平成17年）1月1日を以って北条市は松山市に編入されたため、最後の市長となった。

## 来歴
愛媛県出身。愛媛県立松山北高等学校卒業。民間企業勤務を経て温泉郡北条町役場に入る。同町は1958年（昭和33年）11月1日市制施行し北条市となったため、北条市役所勤務となる。市役所では議会事務局長、市長公室長、総務課長を経て、収入役を歴任。2000年（平成12年）1月31日前任の菅朝照が急逝したのを受けて請われて北条市長選挙に立候補し、無投票で当選する。2004年（平成16年）は無投票で再選。
2期目の途中、2005年（平成17年）1月1日に北条市は温泉郡中島町とともに松山市への編入合併により失職したため、最後の北条市長となった。
なお、父の井手久平は元愛媛県議会議員。1962年（昭和37年、原田改三辞職に伴う補選、無投票）から1971年（昭和46年）まで3期務めた（うち2回は無投票当選）。

## 主要施策
市町村合併への取り組み
2000年（平成12年）の就任後、直面したのは市町村合併問題であった。愛媛県では当時の知事の加戸守行が合併推進姿勢を明確にしており、1999年（平成11年）9月に「市町村合併推進要綱策定検討委員会」（会長・藤目節夫）を立ち上げ、当時70あった県下の市町村に合併を促す方針を明確にしていた。加えて政府では2000年（平成12年）12月1日付の閣議決定にて行政改革大綱にて市町村数1000を目標に合併を「積極的に推進」（およそ3分の1にする構想）と示した。平成の大合併の始まりである。
北条市は県都松山市に隣接し、生活圏も重複しており、合併が避けられないのなら相手は松山市となるのが当然の流れとも言えた。
北条市では2000年から2002年11月にかけて住民説明会を実施、2002年にアンケートにより合併賛成が72%に上った。これを受けて2002年（平成14年）7月1日松山市に合併協議を申し入れた。これにより、松山市と2市1町の枠組みで合併協議が進んだ。人口差等からして、編入合併となることは明確で、また愛媛県下で合併の枠組みをめぐる議論が沸き起こるなか、松山市は大正期から周辺地域の編入の繰り返しであり、編入された地域では周辺地域の悲哀を味わうことになったとの評もあり、北条市も同じ境遇となるのではないかと懸念する意見もあった。2002年12月に松山市議会合併問題検討特別委員会から提示された2つの「懸念事項」（鹿島の国民宿舎、スポーツセンターの処置）も井手は翌年5月15日に松山市長に解決策を提示、松山市議会も同月21日に了解、任意協議会発足へと向かっていった。途中、市議会議員が在任特例を望む声が上がったものの、「定数特例」を1回限り適用することで決着をみた。
そのほかの格別の大きな議論はなく、合併協議は淡々と進んだ。